# Monique Chabot
Pour les articles homonymes, voir Chabot.
Monique Chabot, née le 21 avril 1935 à Montréal et morte dans la même ville le 23 janvier 2025, est une comédienne québécoise.

## Biographie
Née le 21 avril 1935 à Montréal, Monique Chabot est diplômée du Conservatoire d'art dramatique de Montréal, promotion 1956.
Monique Chabot meurt à l'âge de 89 ans à la Maison St-Raphaël, un centre de soins palliatifs de Montréal le 23 janvier 2025 à la suite d'une longue maladie.

### Famille
Monique Chabot épouse l’acteur Guy Sanche (Bobino) en 1958.

## Filmographie
- 1996-2010 : Virginie, série télévisée ... Cécile Boivin
- 1990 : La Nuit du visiteur
- 1988 : Miléna Nova Tremblay, série télévisée
- 1986 : La Clé des champs, série télévisée
- 1982 : Une vie..., série télévisée ... Christiane Malo
- 1979 : Éclair au chocolat
- 1976 : Grand-Papa, série télévisée ... Véronique
- 1971 : Le Savoir-faire s'impose : 1re partie
- 1964 : La Fin des étés
- 1959-1961 : Jeunes Visages, série télévisée
- 1958 : Le Maître du Pérou
- 1958 : Le Stigmate
- 1958-1959 : Demain dimanche, série télévisée
- 1958-1959 : Sang et Or, série télévisée